# 弗拉基米尔·王佐礼
弗拉基米尔·瓦连京诺维奇·王佐礼（俄語：Влади́мир Валенти́нович Уан-Зо-Ли，1909年10月18日—1998年8月16日），苏联马戏艺术家、电影演员。因在电影《非常事件》中饰演高姓国民党将领而广为人知。

## 生平

### 出身
1909年10月18日（俄历）生于伊尔库茨克的华人医生家庭。幼年迁居莫斯科，1926年毕业于国家电影制片厂，次年首次登上马戏舞台。

### 艺术生涯
早期在“刘昆海”（Лю Кум Хай）中国马戏团工作，该团离苏后与兄弟谢尔盖搭档表演杂耍。1927年首次与兄弟谢尔盖（1908—1979年）同台演出。擅长盘子和三叉戟杂耍、平衡技巧、魔术及杂技。1931年与弟弟共同创作高空双人节目《空中餐厅》：利用头发悬吊完成餐饮表演。1940年创作融合复杂杂耍与刀圈跳跃的《中国特技》。其他代表作包括为观众速写肖像的《即时漫画家》，以及演奏单簧管和乐锯的《音乐家》。
卫国战争期间两度负伤（1942年、1944年），因英勇表现获颁莫斯科保卫战奖章及一级、二级卫国战争勋章。战争期间持续参与前线慰问演出，曾与歌唱家莉迪亚·鲁斯兰诺娃同台。
1937年初登银幕，1970年代起片约增多。因外貌特征鲜明，常饰演中日蒙等亚洲角色，多属反派形象。
战后任职于莫斯科音乐会直至1984年退休。
曾培养儿子亚历山大继承衣钵，但其子短暂合作后选择成为萨克斯管演奏家。
1998年8月16日，他因前列腺腺瘤并发症在莫斯科的公寓中去世。他与父母、姐姐和弟弟一起被埋葬在瓦甘科夫斯科耶公墓（第 34 区）。

## 奖项
- 一级卫国战争勋章[2]
- 二级卫国战争勋章（1944年） [3]
- 保卫莫斯科奖章[3]

## 笔记
1. ↑  .   [2014-04-13]. ISSN no 请检查|issn=值 (帮助). （原始内容存档于2014-04-13）.
2. 1 2  .   [2014-04-13]. ISSN no 请检查|issn=值 (帮助). （原始内容存档于2015-09-24）.

## 链接
- magicpedia.ru上的个人资料